# Marcos Malavia

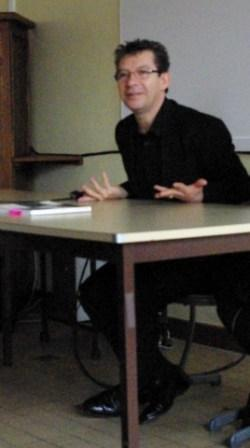
Marcos Malavia en el Instituto Belín en Vesoul.

Marcos Malavia (Huanuni, Bolivia; 20 de marzo de 1972) es un dramaturgo, novelista y director de teatro boliviano.

## Vida
Nació en Huanuni, centro minero situado en la provincia de Cercado (departamento de Oruro), en el Altiplano boliviano. Montó sus primeros espectáculos teatrales mientras estudiaba Abogacía en la Facultad de Derecho de la ciudad de Oruro.
En París trabajó en la compañía del director francés Jean-Louis Barrault (1910-1994), paralelamente estudia en la Escuela Internacional de Mimodrama de París Marcel Marceau (1923-2007). Después de obtener su título, trabajó como asistente del director argentino Alfredo Arias (1944-). Es magíster de estudios teatrales egresado de la Universidad París 8. 
Desde 1990, trabaja con la compañía la SourouS que se interesa principalmente por el teatro contemporáneo, creando o escenificando obras de teatro ―por ejemplo El rey se muere (de Ionesco) o Antígona (de Brecht)― y participó en muchos festivales de teatro, como Santiago a Mil (Chile) FIAZ de La Paz (Bolivia) o el Festival de Aviñón. 
En 1996, Marcos Malavia, fundó el festival Auteurs en Acte, que se dedica a la creación de obras de teatro, con la participación de autores importantes como 
el dramaturgo argentino Rodrigo García (1964-),
el escritor chino Gao Xingjian (1940-),
Serge Valletti,
Didier-Georges Gabily
Jean-Yves Picq,
Michael Gluck,
Régis Hébette
y muchos otros.
Cada edición de este festival se concentra en un tema particular, una idea del teatro, como la rebelión, el mundo del trabajo, etc. Así el festival Auteurs en Acte, que tiene lugar en la comunidad de Bagneux, es bastante famoso en el mundo del teatro.
En 2002 desarrolla "Le Théâtre du Vécu" con el profesor de medicina Jean-Philippe Assal, un dispositivo que permite de acompañar a través de un taller de teatro (escritura-puesto en escena) el proceso de aceptación y expresión de la vivencia de enfermos crónicos, esta experiencia es practicada regularmente en los hospitales de París y Ginebra. 
En 2004, Marcos Malavia creó ―con el apoyo de la Universidad Católica Boliviana y la Fundación Hombres Nuevos― la Escuela Nacional de Teatro, que se sitúa en el Plan 3000, uno de los barrios más pobres de Santa Cruz más de 200 000 habitantes que viven sin disponer de agua potable. El objetivo de esta escuela es primero de restablecer la imagen de este barrio y luego de profesionalizar el teatro boliviano para crear futuros actores. En efecto, en Bolivia no hay una escuela profesional de teatro. Según Marcos Malavia, en la Escuela Nacional de Teatro «no se trata solo de formar actores, se trata de construir actores y artistas de nuestra sociedad, capaces de acompañar la lucha por la construcción de un nuevo ser de una nueva sociedad, más justa, tolerante y solidaria».

## Su concepción de la escritura y del teatro
Para Marcos Malavia, el teatro es «una manera de oponerse», «un espacio de transformación, donde se establece el contacto con los otros». Se inspiró en autores como William Shakespeare, Samuel Beckett, Ernesto Sabato, y por supuesto el mimo Marcel Marceau. Marcos Malavia crea obras cuyo objetivo es de provocar una reflexión sobre el mundo y sobre el mismo arte teatral. Así, su trabajo valora el cuerpo (particularmente en su obra CORpsTEXte) que, según el dramaturgo, «memoriza las cosas». A través de sus obras, denuncia las injusticias en las sociedades, como las diferencias de clases sociales (ver su entrevista en TV.Duende).
El teatro es igualmente una manera de curarse, gracias a la escritura y a la escenificación. Así, escribió libros sobre la arterapía y la utilización del teatro en la medicina con el profesor Jean-Philippe Assal y Muriel Roland.
Marcos Malavia es igualmente un escritor, que escribió sobre todo en francés porque esa lengua tiene una dimensión poética y una gran libertad de escritura, gracia a las multi significaciones que puede cobrar una palabra. Según él, escribir en un idioma extranjero permite «tener una distancia con las palabras» y «crearse su estilo». La escritura es «el arte de rumiar»: el autor es solamente un instrumento del azar y de la inspiración, que debe buscar y rebuscar antes de escribir.

## Frases del autor
- El proceso de escritura es muy misterioso, el autor es el instrumento de la idea, tienen una relación interna.
- El teatro no es famoso, no es una empresa.
- El mundo está atrofiado.
- Un día me dijo mi hija: «Papá sabes que cuando una persona muere, es para toda la vida».
- La inteligencia del cuerpo es importante.

## Obras

### Ensayos
- 2006: Paroles en acte: est-ce que l’art et la culture contribuent à l'intégration ?. París: Les Éditions de l'Amandier.
- 2007: La parole féminine dans notre société, suivi du texte du spectacle: Paroles de femmes à Bagneux. París: Les Éditions de l'Amandier.
- 2008: Tragaluz: (Soupirail). París: Les Éditions de l'Amandier.
- 2008: La parole engagée, l'artiste et l'institution. París: Les Éditions de l'Amandier.
- 2009: De la mise en scène à la mise en sens: a la convergence de la mise en scène de théâtre et de la médecine, avec Jean-Philippe Assal et Muriel Roland. París: L'Harmattan.
- 2010: Le théâtre, un laboratoire des résistances?. París: Les Éditions de l'Amandier.
- 2011: L'épidémie de roses. París: Les Éditions de l'Amandier.

### Obras de teatro
- El castillo de los castellanos.
- CORpsTEXte: el lenguaje del cuerpo.
- La muerte del general.
- El vientre de la ballena.
- Testamento de un afilador.
- Miroir d’un naufragé.
- La boucherie ardente.
- Testament d’un rémouleur.
- 2010: Réquiem de los inocentes.
- 2011: El mata Che. Nada